# ایستگاه راه‌آهن همپستید غربی
ایستگاه راه‌آهن همپستید غربی (انگلیسی: West Hampstead railway station) یک ایستگاه راه‌آهن در لندن، انگلستان است که جزئی از خط شمال متروی زمینی لندن است.
این ایستگاه که در ناحیه همپستید غربی قرار دارد در سال ۱۸۸۸ میلادی تأسیس شده‌است.